# Full Blown Rose
I Full Blown Rose sono stati un gruppo rock originario di New York. Hanno realizzato brani utilizzati in alcune colonne sonore di film (per esempio Elektra). La formazione includeva Josephine Conigliaro (cantante), Matthieu Lechevalier (batteria) e Josh Allen (chitarra).

## Discografia

### Colonne sonore
- Tru Calling (serie televisiva, 2003): Somebody Help Me, brano d'apertura
- Seed of Chucky (2004): One Way or Another, cover del brano di Blondie
- Elektra (2005): il brano In The Light